# Boarmia hybernaria
Boarmia hybernaria là một loài bướm đêm trong họ Geometridae.